# 프란코 탄크레디
프란코 탄크레디(이탈리아어: Franco Tancredi ˈfraŋko taŋˈkreːdi[*], 1955년 1월 10일, 아브루초 주 줄리아노바 ~)는 이탈리아의 전직 축구 선수로, 현역 시절 이탈리아의 유수 구단들 소속으로 골키퍼로 활약했는데, 특히 로마와 이탈리아 국가대표팀에서 활약한 것으로 회자된다. 그는 현역 시절의 공로로 로마 명예의 전당에 헌액되었다.

## 클럽 경력
탄크레디는 고향 줄리아노바에서 축구를 시작해 밀란과 리미니를 거쳐 로마에 입단했다. 그는 1979년부터 1990년까지 로마에서 활약하며 288번의 세리에 A 경기에 출전했고, 1983년에는 리그 우승으로 방패(Scudetto)를 가슴에 달았고, 코파 이탈리아도 4번 우승했다. 1987년, 산 시로에서의 밀란 원정 경기에, 밀란 지지자들이 쏘아올린 홍염을 머리에 맞았다. 그는 잠깐 숨을 멈췄지만, 구급 요원의 도움으로 기사회생했다. 그는 1991년에 토리노에서 1년을 보내고 은퇴했는데, 미트로파컵을 우승한 그 시즌에 루카 마르케자니의 후보 수문장으로 기용되었다.
그는 세리에 A 무대에서 총 294번의 경기에 출전했으며, 세리에 B에서는 28경기, 코파 이탈리아에서는 58경기, 유럽대항전에는 36번의 경기에 출전했다.

## 국가대표팀 경력
탄크레디는 1984년 하계 올림픽에 참가했고, 1986년 월드컵에서는 조반니 갈리의 후보 수문장으로 참가했다. 그는 1985년부터 1986년까지 국가대표팀 경기에 12번 출전했는데, 출전한 경기는 모두 친선전이었다.

## 경기 방식
당대 이탈리아 최고의 골키퍼로 평가받은 탄크레디는 폭발적이나 신뢰할 수 있는 꾸준한 거미손이었다. 비록 키가 작은 골키퍼였지만, 자신의 불리한 신체조건을 빠른 몸놀림과 민첩함으로 보완했고, 현역 시절 내내 페널티킥 선발 능력으로 명성이 자자했다. 그는 한 팔을 뻗어 몸을 날리는 기교로 회자되었는데, 이는 리나트 다사예프의 선방 방식과 유사했다. 그는 최후방에서 쇄도하여 공을 빠르게 회수하는 데에도 일가견이 있었지만, 상대 선수의 배급이나 공중으로 날아 들어오는 공을 막는 데에는 한계가 있었다.

## 감독 경력
현역 은퇴 후, 탄크레디는 2004년까지 로마의 골키퍼 코치로 활약하다가 파비오 카펠로를 따라 유벤투스에서 동일 직위를 맡았다. 2006-07 시즌 개막을 앞두고, 탄크레디는 카펠로를 따라 레알 마드리드로 다시 이직했고, 골키퍼 기술을 전수했다.
2007년 12월 14일, 탄크레디는 잉글랜드 국가대표팀 신임 감독 파비오 카펠로를 보좌할 잉글랜드 국가대표팀의 신임 골키퍼 코치로 임명되었다. 2011년, 탄크레디는 로마로 복귀해 루이스 엔리케 신임 감독을 보좌할 기술진의 일원으로 합류했다. 6월 13일, 탄크레디는 개인적 사유로 로마를 떠났다.

## 수상

### 선수
로마
- 세리에 A: 1982–83
- 코파 이탈리아: 1979–80, 1980–81, 1983–84, 1985–86

토리노
- 미트로파컵: 1991

개인
- 로마 명예의 전당: 2012[1]